# أوبثكية أليفة الصحراء
أوبثكية أليفة الصحراء (الاسم العلمي: Eupithecia deserticola) هي نوع من الحشرات تتبع جنس الأوبثكية من الفصيلة الأرفية.